# Finestra d'Ames
El trapezi d'Ames o finestra d'Ames és una imatge sobre, per exemple, un tros pla de cartó que sembla una finestra rectangular, però que, de fet, és un trapezi. Les dues cares del tros de cartó tenen la mateixa imatge. El cartó es penja verticalment d'un cable perquè pugui girar contínuament, o s'uneix a un eix de rotació mecànica vertical per a una rotació contínua.

## Història
Aquesta il·lusió òptica és del mateix creador que la de l'habitació d'Ames, Adelbert Ames, que la va crear el 1951. Es va crear a partir del concepte filosòfic del transaccionalisme.
Aquesta finestra va portar als anys 60 del segle XX a alguns psicòlegs a desenvolupar la hipòtesi <<d'ambigüitat transaccional>>, la qual assegura que l'expectativa mental d'una persona podria afectar la percepció de l'estímul ambigu. En termes més relaxats, la il·lusió funciona només perquè sabem que és una finestra i com està feta. És a dir, és la idea que una expectativa mental en l'espectador pot afectar la percepció real estímuls ambigus, el truc només funciona quan se sap el que és una finestra.

## Funcionament
Aquest truc no és un truc de perspectiva sinó, d'expectativa. Consisteix en una peça de cartó en forma de trapezi que ha estat pintada per ambdós costats fent que sembli una finestra en mirar-la des de cert angle. La il·lusió comença quan es penja la finestra d'un cable i es fa girar. Aleshores, la finestra comença a donar voltes completes, però sembla que només estigui fent girs de 180 graus, primer cap a un costat, després cap a l'altre. Tot i saber què és un trapezi i no un rectangle la il·lusió és tan potent que no es trenca. Encara que s'enganxi objectes com a punt de referència el cervell segueix percebent que la finestra s'atura i canvia la seva direcció.
La finestra està feta de manera que quan s'observa frontalment sembla una finestra rectangular, això no obstant, en realitat és un trapezi. La il·lusió consisteix en un efecte visual que sembla que la finestra s'estigui balancejant d'un cantó cap a l'altre, quan en realitat gira provocant un canvi en la percepció de la mida.
Tanmateix, tot i saber que la finestra està girant i no fent un balanceig i a més saber què és un trapezi i no un rectangle, el cervell li és impossible trencar la il·lusió òptica i es continua observant un balanceig de només 180 graus. 